# ゼレナー・ホラの聖ヤン・ネポムツキー巡礼教会
ゼレナー・ホラの聖ヤン・ネポムツキー巡礼教会は、チェコのボヘミア地方とモラヴィア地方の境界に近いジュヂャール・ナト・サーザヴォウにある教会堂。イタリア系でプラハを中心に活躍した建築家ヤン・サンティーニ＝アイヘルの傑作とされている。サンティーニは建物と装飾の両面で、ボッロミーニ的なバロック様式にゴシック的要素を統合した。1994年にユネスコの世界遺産に登録された。

## 歴史
1719年、ローマ・カトリック教会によるヤン・ネポムツキーの列聖調査において、その舌が朽ちていないことが宣言された年、ゼレナー・ホラ（「緑の山」の意）において、殉教者ヤン・ネポムツキーを記念する教会の建設工事が始まった。これはジュヂャール・ナト・サーザヴォウのシトー会修道院の大修道院長、ヴァーツラフ・ヴェイムルヴァ（Vaclav Vejmluva, 1670年 - 1738年）によるものである。
中世のゼレナー・ホラにはシトー会の修道院があり、近郊のネポムク出身のヤン・ネポムツキーもこの修道院で学んだ。しかし、これがフス戦争で焼失したため、ジュヂャール・ナト・サーザヴォウに新たにシトー会修道院が建設された。このことから修道院とゆかりのある殉教者に捧げる聖堂として聖ヤン・ネポムツキー巡礼教会がゼレナー・ホラに建設されることとなった。
1720年にヤン・ネポムツキーが列福されると、教会はまだ建設中だったにもかかわらず、1722年に献堂された。この聖人を記念する聖堂としては最初期のものである。多くの巡礼者を集め、1769年に完成した。
教会は1737年と1783年に2度、大火に遭った。1784年、皇帝ヨーゼフ2世はジュヂャール・ナト・サーザヴォウのシトー会修道院を解散させた。その後もシトー会は1792年から1793年にかけて聖堂の屋根やファサード、1794年から1802年にかけて回廊の修復を行ったが、資金難から屋根部分の修復は完全には行われず、そのデザインはオリジナルよりも簡素なものとなった。

## 特色
この教会には聖ヤン・ネポムツキーにまつわるさまざまな象徴が、全体設計や内部装飾に大きく反映されている。

### 数字の5
教会全体は5つの角のある星形の聖堂を中心に回廊が囲む構造となっており、5つの門がある。回廊内には五角形の小礼拝堂が5つあり、これらはそれぞれを点としたときに五角形となるように並んでいる。聖堂内の5つの壁龕には主祭壇とマタイ・マルコ・ルカ・ヨハネの4人の福音書記者たちの副祭壇がそれぞれおかれ、主祭壇には5つの星がついた球の上に聖ヤン・ネポムツキーが立ち、5人の天使がその周囲に配された構図となっている。
数字の5は聖ヤン・ネポムツキーの象徴の1つである。これには様々ないわれがあり、聖ヤン・ネポムツキーが王の怒りをかって殉教し、ヴルタヴァ川に遺体を投げ捨てられた際に空に5つの星が輝いたという伝説によるというもの、告解の秘密を守り通したという逸話からラテン語のtacui（「私は沈黙した」の意）の文字数に因んだとするもの、キリストの聖痕の数を象徴するというものなどがある。

### 数字の3
聖堂には丸みを帯びた正三角形の窓がある。主祭壇の聖ヤン・ネポムツキーの頭上には3人の小天使（プット）が配置され、丸みを帯びた正三角形から聖人に向かって光が降り注いでいる。これらの数字の3は三位一体を表すものとされているが、この教会における数字の5と3については、この聖人が53歳で没したからとする説明もある。もっとも、聖ヤン・ネポムツキーの生年ははっきりとは分かっていない。

### 星
聖堂が星形となっているのをはじめ、主祭壇や聖堂の外観や回廊などにも星形の装飾がある。ローマ・カトリックにおいて星を象徴にもつ聖母マリアの星も回廊の形状などに表されている。8つの角のある星も5つあり、これらはシトー会を表すという。

### 舌
聖堂のクーポラ（丸天井）には炎に囲まれた舌が描かれている。これは聖ヤン・ネポムツキーの聖遺物であると同時に、王妃の秘密を明かさなかったというこの聖人の伝説に基づくものである。聖堂には鞘に収められた剣のような形の窓があり、これらも聖人の舌を象徴したものと考えられている。

## 登録経緯
1994年に「ゼレナー・ホラのネポムクの聖ヨハネ巡礼教会」（英語名からの訳）/「ゼレナー・ホラの巡礼地である聖ヤン・ネポムツキー教会」（仏語名からの訳）として、世界遺産に登録された。

## 登録基準
この世界遺産は世界遺産登録基準のうち、以下の条件を満たし、登録された（以下の基準は世界遺産センター公表の登録基準からの翻訳、引用である）。
- (4) 人類の歴史上重要な時代を例証する建築様式、建築物群、技術の集積または景観の優れた例。

## ギャラリー

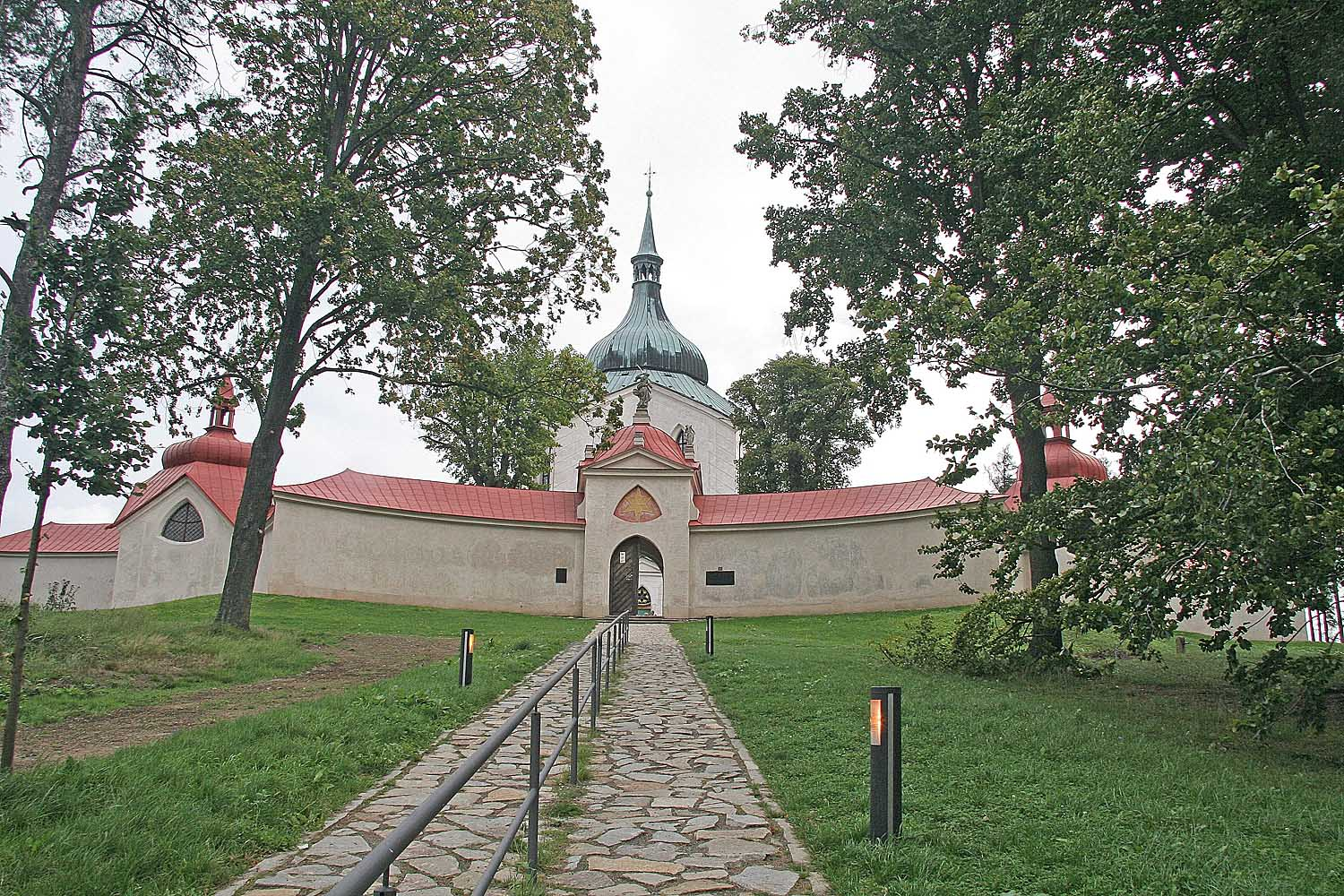
聖堂と回廊の外観
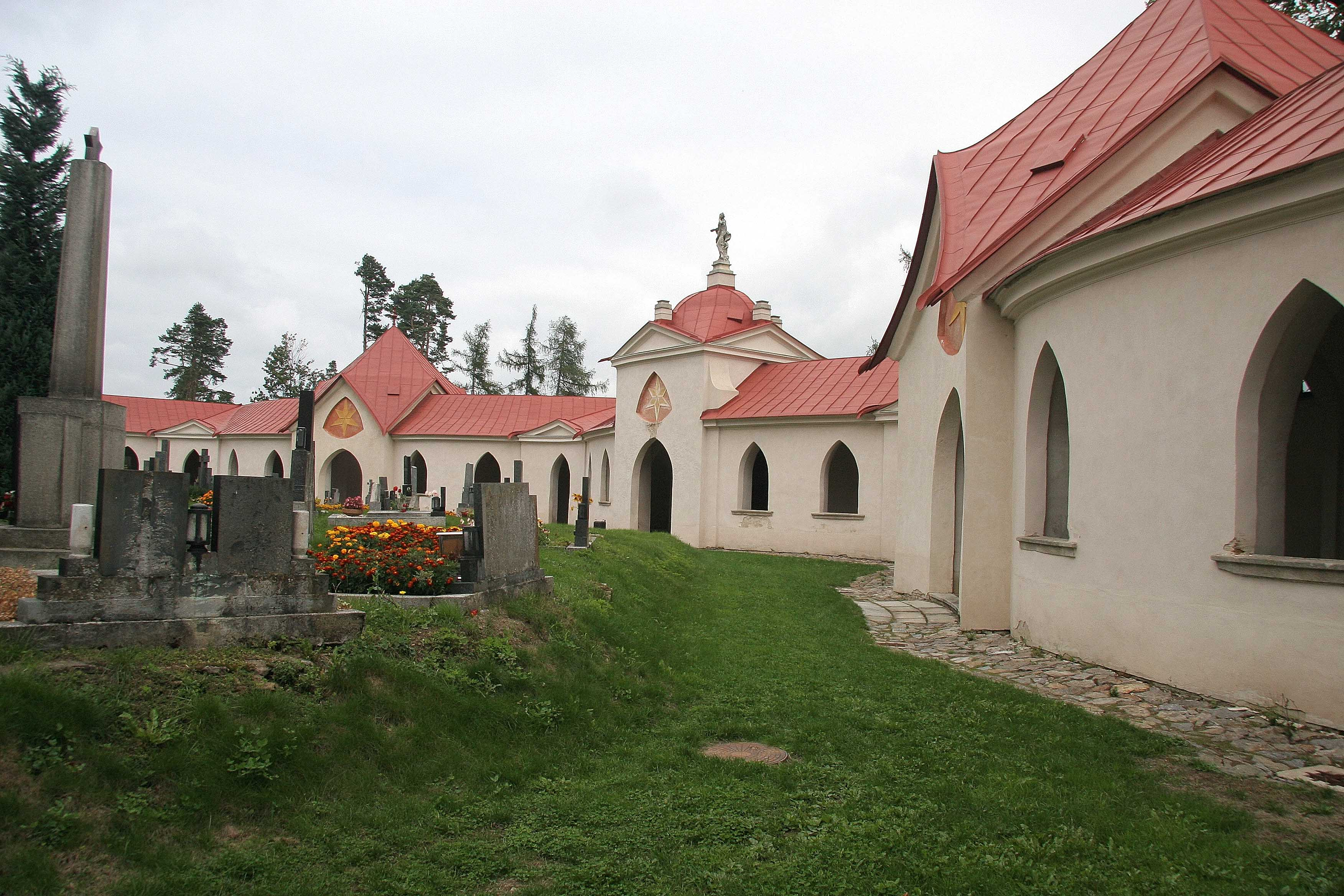
回廊
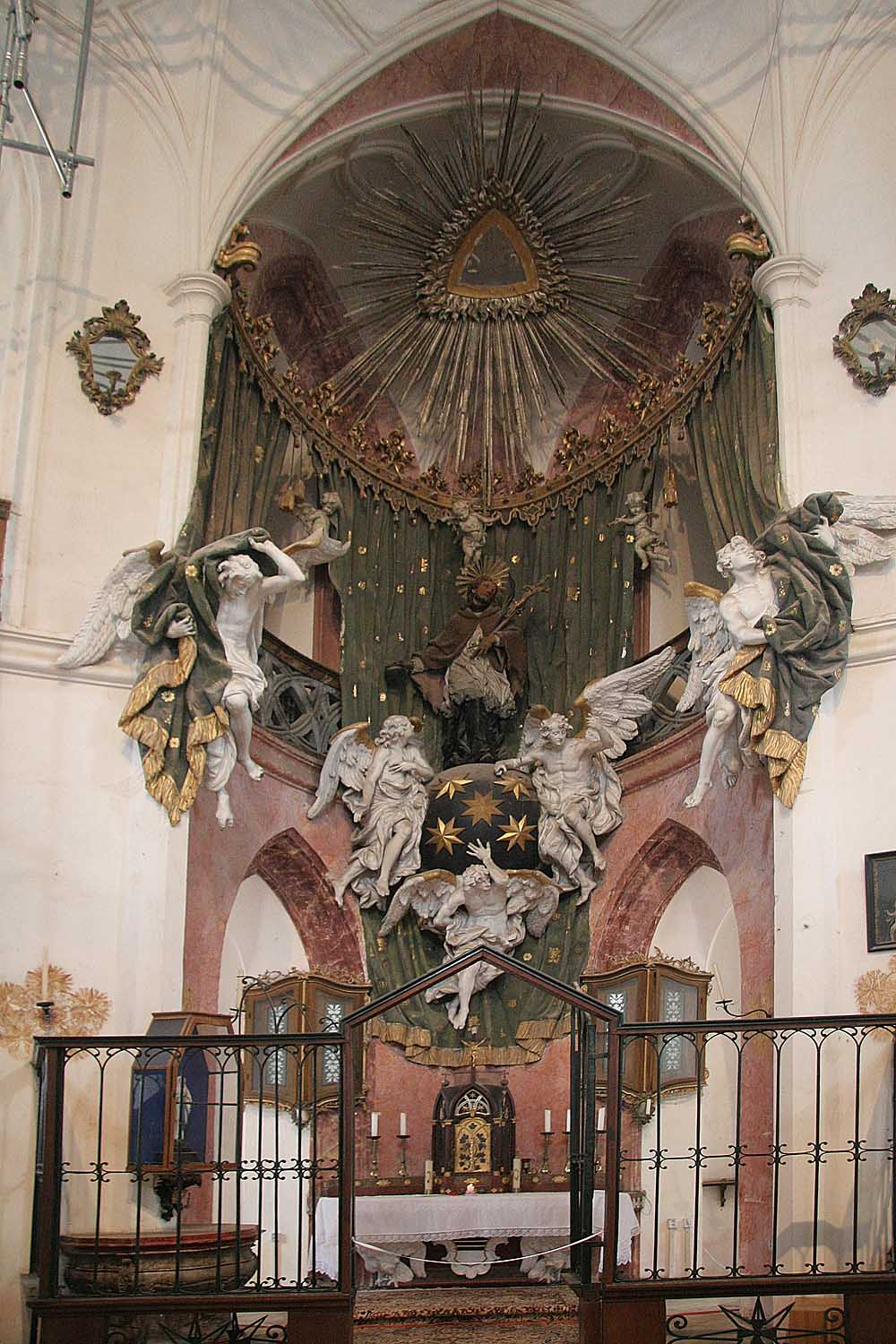
主祭壇
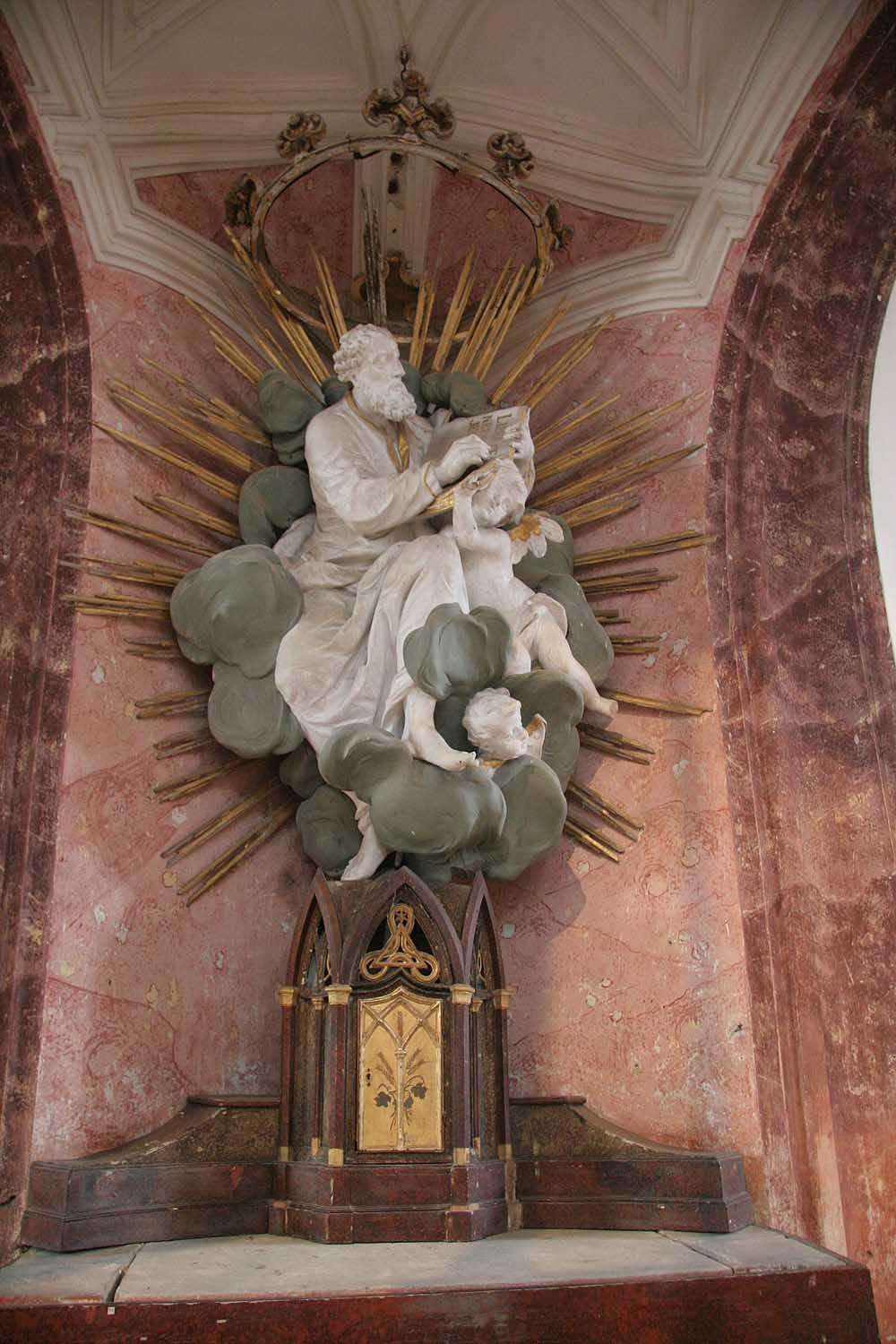
副祭壇（マタイ）
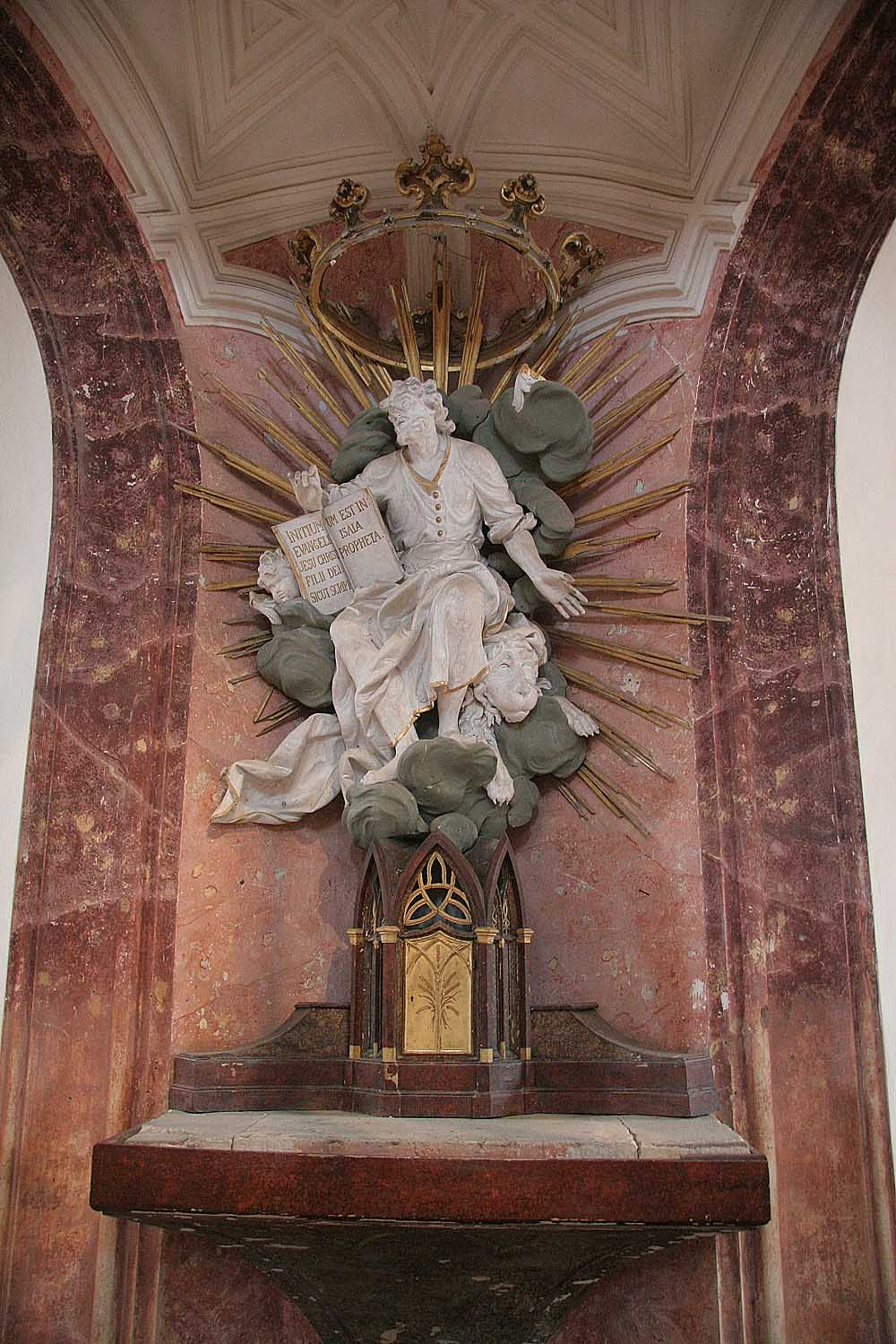
副祭壇（マルコ）
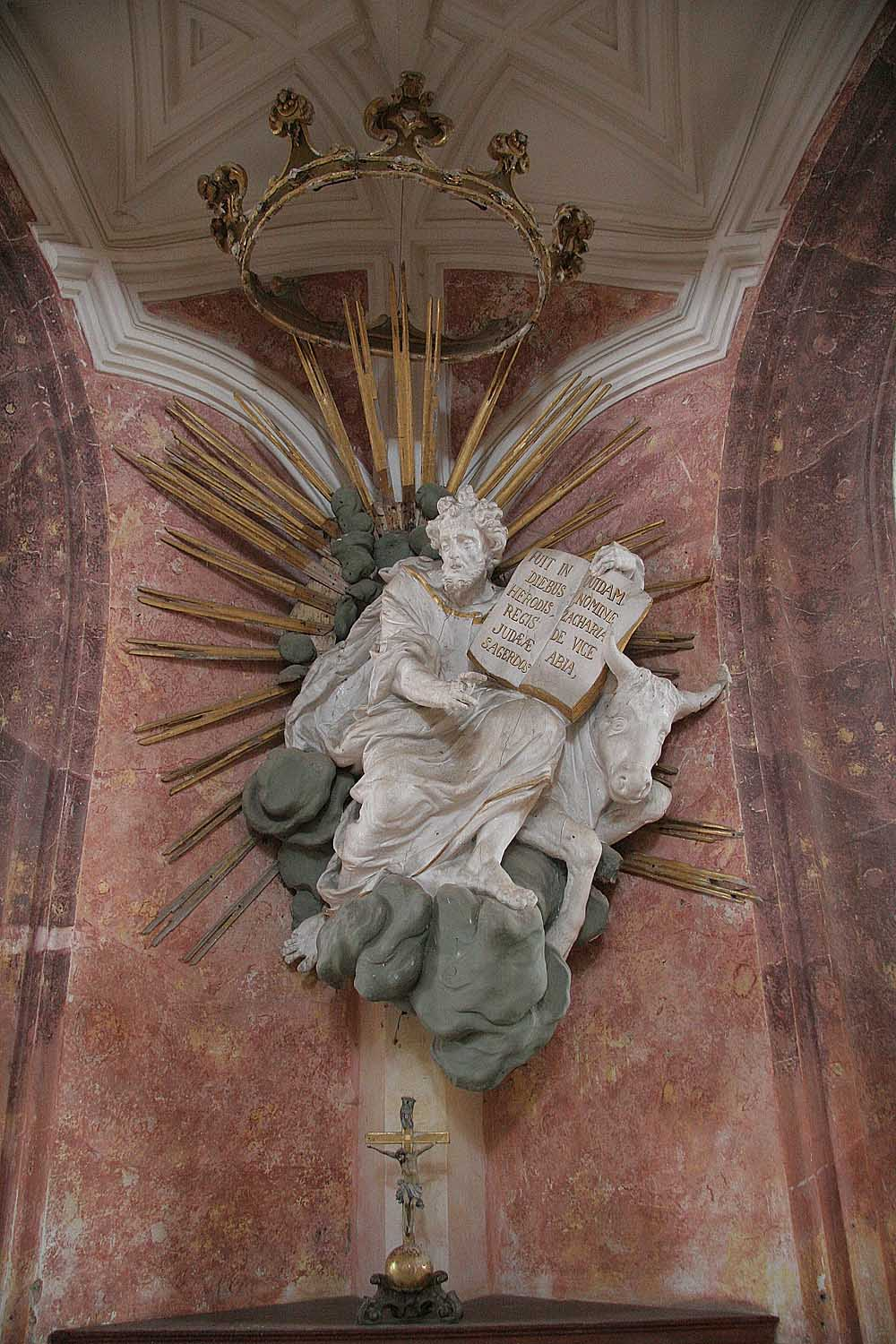
副祭壇（ルカ）
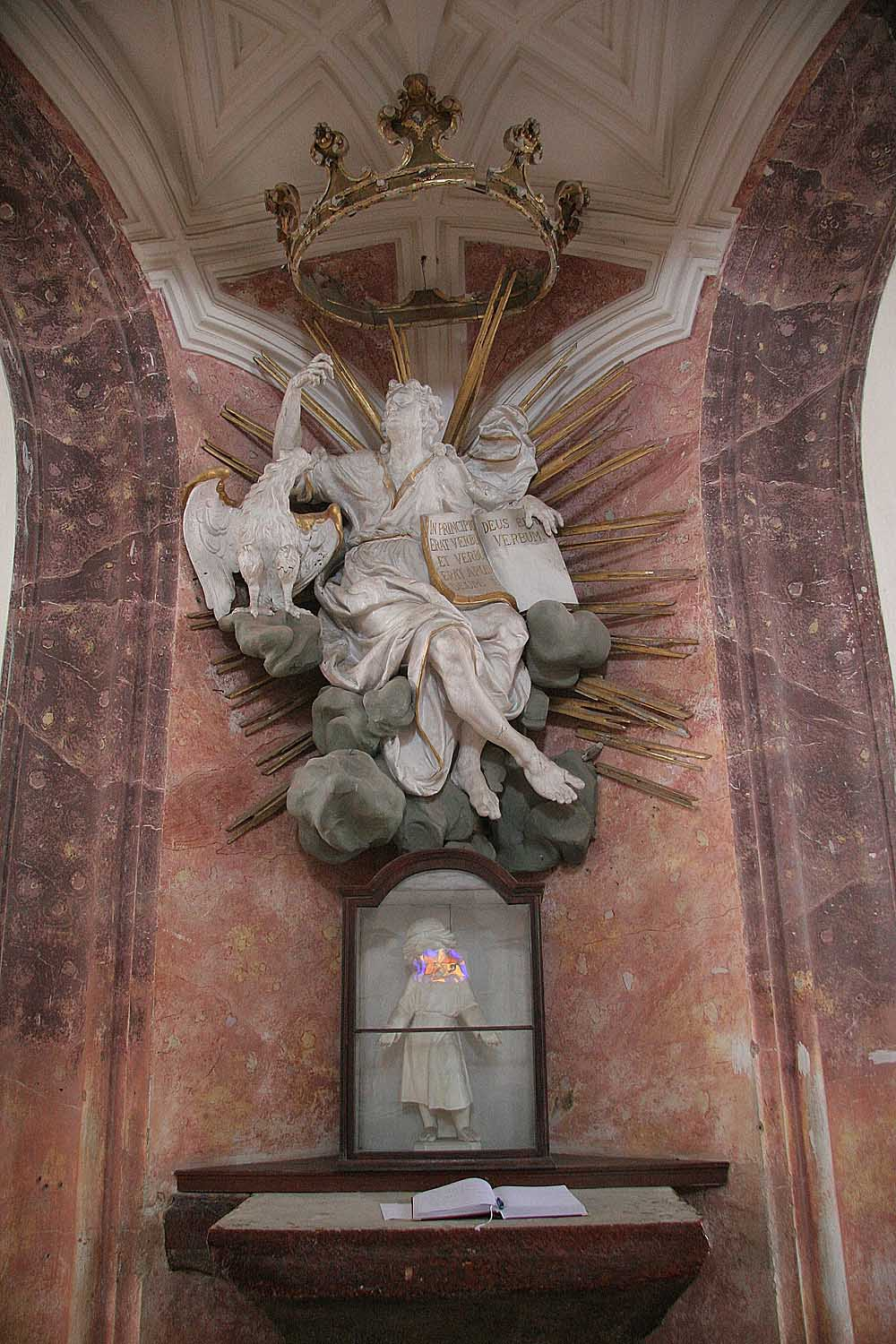
副祭壇（ヨハネ）
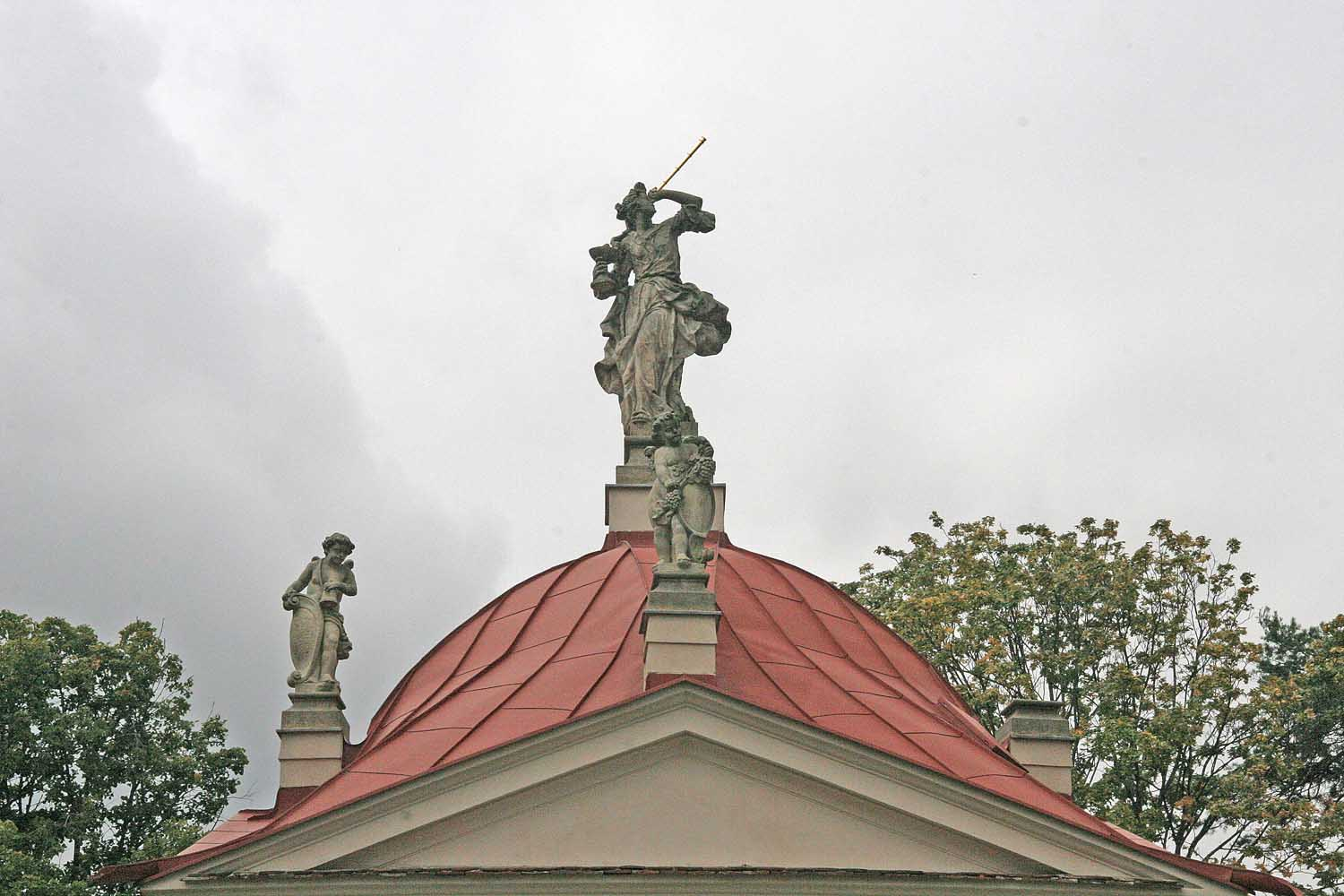
回廊屋根の寓意像

## 註
1. ↑  日本ユネスコ協会連盟による訳は「ゼレナー・ホラのネポムークの聖ヨハネ巡礼教会」である。
2. ↑  肉体の不朽は聖人として認められるための要件になる。後にヤン・ネポムツキーは列聖された。
3. ↑  沖島博美・武田和秀・藤塚晴夫『プラハ・チェコ　中世の面影を残す中欧の町々』日経BP企画、2006年、pp. 348, 350.
4. ↑  “デジタル大辞泉の解説”.   コトバンク. 2018年7月24日閲覧。
5. ↑  「ゼレナー・ホラの巡礼聖堂」青柳正規監修『ビジュアル・ワイド　世界遺産』小学館、2003年、p. 342.